# Bifidocoelotes primus
Bifidocoelotes primus là một loài nhện trong họ Agelenidae.
Loài này thuộc chi Bifidocoelotes. Bifidocoelotes primus được Irving Fox miêu tả năm 1937.